# クラーゲンフルト＝ラント郡

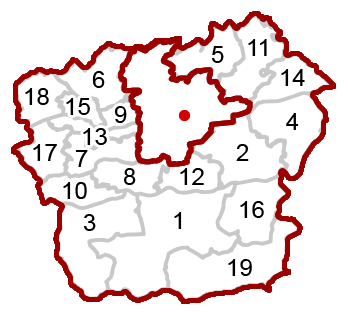
クラーゲンフルト郡内の市町村区画図。番号は一覧と対応している

クラーゲンフルト＝ラント郡
Bezirk Klagenfurt-Land

クラーゲンフルト＝ラント郡（クラーゲンフルト＝ラントぐん、独: Bezirk Klagenfurt-Land）は、オーストリアのケルンテン州にある郡（Bezirk; 行政管区とも訳される）。郡庁所在地は州都でもあるクラーゲンフルト。
郡に属さない憲章都市（Statutarstadt）であるクラーゲンフルトを三方から囲んでいる。また北でフェルトキルヒェン郡およびザンクト・ファイト・アン・デア・グラン郡と、西でフィラッハ＝ラント郡と、東でフェルカーマルクト郡と接する。南はスロベニアとの国境となっており、イェセニツェ、ジロヴニツァ、トルジッチと接している。
クラーゲンフルト＝ラント郡には以下の19の市町村（Gemeinde; ゲマインデ）がある。そのうちフェルラハが市（Stadt）に、5つが町（Marktgemeinde; 市場町）に指定されている。
1. フェルラハ Ferlach （市）
2. エーベンタール・イン・ケルンテン Ebenthal in Kärnten （町）
3. ファイストリッツ・イム・ローゼンタール Feistritz im Rosental （町）
4. グラーフェンシュタイン Grafenstein （町）
5. マリーア・ザール Maria Saal （町）
6. モースブルク Moosburg （町）
7. コイチャッハ・アム・ゼー Keutschach am See
8. ケットマンスドルフ Köttmannsdorf
9. クルンペンドルフ・アム・ヴェルター・ゼー Krumpendorf am Wörther See
10. ルートマンスドルフ Ludmannsdorf
11. マグダレンスベルク Magdalensberg
12. マリーア・ライン Maria Rain
13. マリーア・ヴェルト Maria Wörth
14. ポッガースドルフ Poggersdorf
15. ペルチャッハ・アム・ヴェルターゼー Pörtschach am Wörthersee
16. ザンクト・マルガレーテン・イム・ローゼンタール Sankt Margareten im Rosental
17. シーフリング・アム・ゼー Schiefling am See
18. テッヒェルスベルク・アム・ヴェルター・ゼー Techelsberg am Wörther See
19. ツェル Zell